# Harige muisspin
De harige muisspin (Drassodes pubescens) is een spinnensoort behorend tot de bodemjachtspinnen (Gnaphosidae).
De vrouwtjes worden 5 tot 10 mm groot, de mannetje worden 6 tot 7 mm. Grondkleur is geelbruin, de kaken zijn wat donkerder. Leeft op rotsachtige steppe, graslanden en heide in het West-Palearctische gebied.